# Megadontomys cryophilus
Megadontomys cryophilus är en däggdjursart som först beskrevs av Guy G. Musser 1964.  Megadontomys cryophilus ingår i släktet Megadontomys och familjen hamsterartade gnagare. IUCN kategoriserar arten globalt som starkt hotad. Inga underarter finns listade i Catalogue of Life.
Gnagaren är med en absolut längd av 300 till 350 mm, en svanslängd av 155 till 188 mm och en vikt av cirka 57 g allmänt större än de nära besläktade hjortråttorna (Peromyscus) som lever i samma region. Den har 31 till 34 mm långa bakfötter och cirka 20 mm stora öron. Den långa och tjocka pälsen på ovansidan är len och har en mörkbrun färg. Undersidans päls varierar mellan vit, krämfärgad och ljusgrå. Öronen är täckta av korta hår som nästan är osynliga.
Arten förekommer i en mindre bergstrakt i södra Mexiko. Den lever i regioner som ligger 2400 till 3500 meter över havet. Habitatet utgörs av molnskogar och av andra bergsskogar. Individerna äter antagligen bär.
Individerna är främst nattaktiva och födan utgörs huvudsakligen av frön. Troligen har honor flera kullar mellan våren och hösten. Per kull föds oftast tre ungar. Megadontomys cryophilus söker skydd på träd när den upptäcker en fiende. Arten delar reviret med bland annat Peromyscus mexicanus, Peromyscus aztecus, Tylomys nudicaudus och Handleyomys alfaroi.